# Râul Sfăraș
Râul Sfăraș este un curs de apă, al patrulea afluent de dreapta (din treisprezece) al râului Almaș, 
care este, la rândul său, al patrusprezecelea afluent de stânga din treizeci ai râului Someș.

## Generalități
Râul Sfăraș izvorăște din Munții Meseș, se găsește integral în Județul Sălaj, are un singur afluent semnificativ, Jebuc, trece doar printr-o localitate, localitatea omonimă, Sfăraș,  vărsându-se în amonte de localitatea Almașu.

## Hărți
- Harta interactivă - județul Sălaj  Arhivat în 5 septembrie 2009, la Wayback Machine.
- Trasee turistice județul Sălaj

## Alte referințe
- Harta interactivă - județul Sălaj